# ماتياس روسو
ماتياس روسو (بالإسبانية: Matías Russo)‏ هو سائق سباق أرجنتيني، ولد في 4 سبتمبر 1985 في بارانا، انتري ريوس في الأرجنتين.

## وصلات خارجية
- ماتياس روسو على موقع DriverDB.com (الإنجليزية)